# Льгов (Новосильский район)
Льго́в — посёлок в Новосильском районе Орловской области. Входит в Прудовское сельское поселение.

## География
Расположен на равнинном месте в 4 км от административного центра — деревни Большие Пруды, в полукилометре от дороги Новосиль — Хворостянка. 

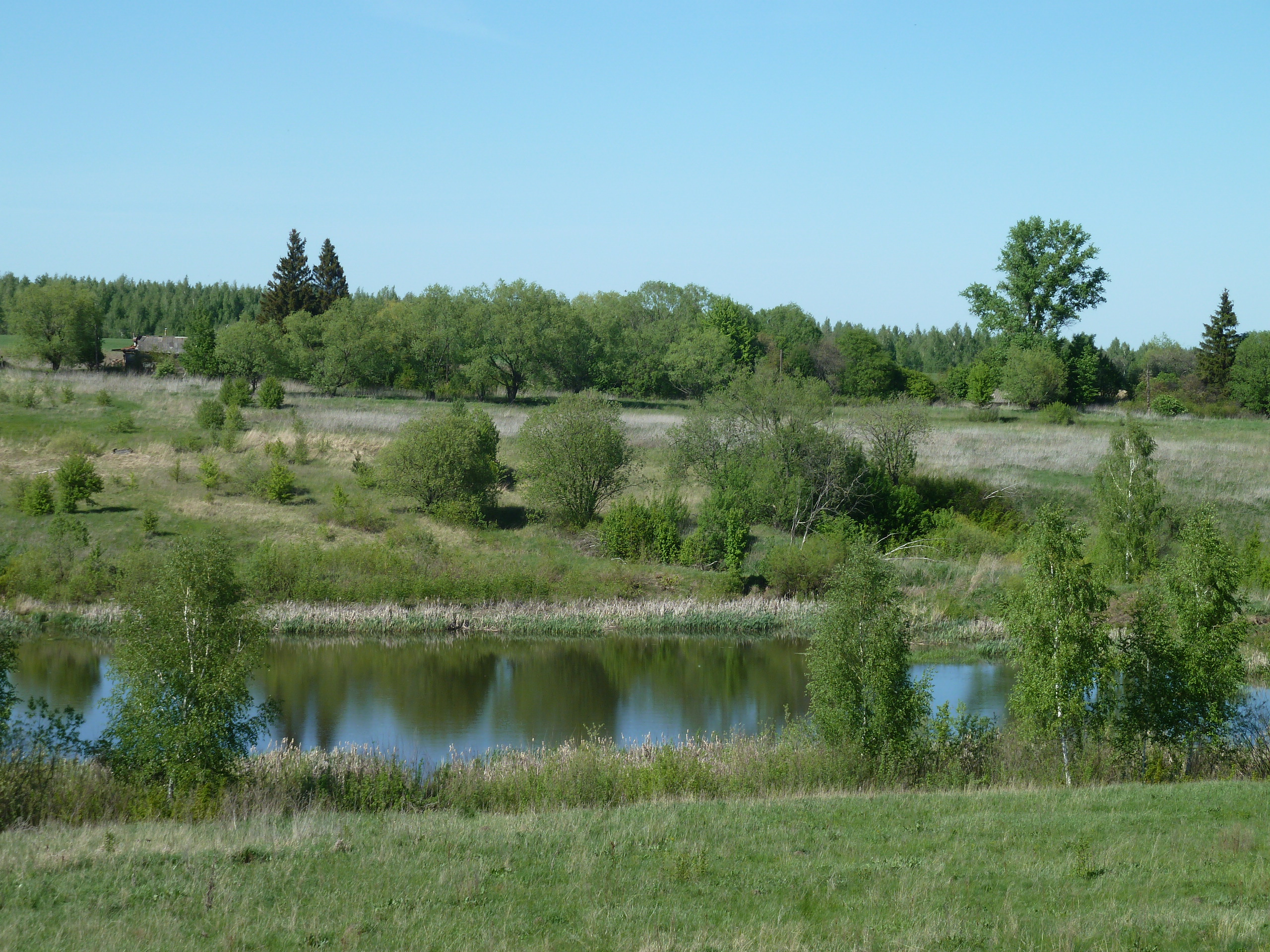
Льгов. (Живописные Тургеневские места.)

## История
Посёлок образовался в послереволюционное советское время. В Льгове (Красный Льгов) и c соседним посёлком Ямы был образован колхоз им. Ленина, впоследствии объединённый с селом Пруды в колхоз «Заря Коммунизма». Основными переселенцами были жители Прудов и других близлежащих деревень. Название посёлка произошло от топонима Льговский верх, на верхе которого и образовалось это новое поселение.

## Население
| 2010 |
| ---- |
| 1    |

## Ссылка
- Карта ПГМ (планов дач генерального межевания) Тульской губернии Новосильского уезда (1870 - 1880 гг.)